# FUTURO
FUTURO is een politieke partij op Aruba, opgericht in 2024 door Gerlien Croes met steun van enkele dissidenten van de partij AVP. In december 2024, bij haar eerste verkiezingsdeelname, behaalde de partij meer dan 7.300 stemmen, waarmee ze de derde grootste partij op Aruba werd en de eerste partij buiten AVP en MEP die meer dan 2 zetels in de Staten van Aruba veroverde. Sinds 28 maart 2025 vormt ze samen met de AVP een coalitieregering onder de naam Kabinet-Mike Eman III.

## Geschiedenis
FUTURO werd officieel gelanceerd op 15 september 2024 in Casibari door politica en parlementslid Gerlien Croes, die in mei 2023 de AVP had verlaten na enkele interne incidenten. De partij richt zich op het bevorderen van transparantie, duurzame ontwikkeling en het stimuleren van de Arubaanse gemeenschap om actiever en meer betrokken te zijn bij beleidsvorming. Croes deelt het leiderschap van de partij samen met Geoffrey Wever.

## Verkiezingsresultaat
Met een lijst van 10 kandidaten, aangevoerd door Gerlien Croes, deed de partij op 6 december 2024 mee aan de parlementsverkiezingen van Aruba. FUTURO behaalde daarbij drie zetels en werd zo de derde grootste partij na AVP en MEP. Met deze positie kreeg de partij een sleutelrol in de formatie van een nieuwe regering. Nadat informateur T. Lasorte zijn verslag had ingediend, benoemde gouverneur Boekhoudt op 14 januari 2025 zowel Mike Eman als Gerlien Croes tot formateur. Drie weken later bevestigden zij dat er een basis was voor een coalitieregering, bestaande uit vijf ministers voor de AVP en twee voor FUTURO.